# LG P920 Optimus 3D
LG Optimus 3D P920 – telefon komórkowy firmy LG. Jest to urządzenie typu smartfon, obsługujące tryb 3D. Został zaprezentowany 14 lutego 2011 roku, podczas targów Mobile World Congress.

## Opis
Cechą wyróżniającą ten telefon jest wyświetlanie na ekranie obrazu trójwymiarowego (3D), a także robienie zdjęć i nagrywanie filmów w trójwymiarze. Prócz tego, Optimus 3D posiada ekran dotykowy 4.3" o rozdzielczości 480x800 pikseli (WVGA). "Sercem" telefonu jest układ TI OMAP4430, wykorzystujący 2 rdzenie ARM Cortex A9, o taktowaniu 1.0 GHz, oraz układ graficzny PowerVR SGX-540 (ten sam, co w Samsungu Galaxy S i9000 i Wave S8500). Aparat fotograficzny posiada dwa obiektywy, potrzebne do rejestrowania trójwymiaru. Optimus 3D może nagrywać filmy w trzech wymiarach o rozdzielczości 720p, oraz w 2D – 1080p.
Telefon ma zainstalowany system Google Android w wersji 2.2 FroYo, producent wydał aktualizację do 2.3 Gingerbread.

### Wydajność
Optimus 3D został wybrany najszybszym dwurdzeniowym telefonem na świecie, wyprzedzając Motorolę Atrix 4G, Samsunga Galaxy S II, oraz LG Optimus 2X, jednak test był przeprowadzany na modelu Galaxy S II z procesorem o taktowaniu 1.0 GHz, a nie 1.2, jak w seryjnych egzemplarzach, co może podnieść wydajność telefonu Samsunga. Cztery testy wydajnościowe przeprowadził serwis AnandTech.

### Znane błędy
Telefon ma kilka poważnych błędów, które uniemożliwiają używanie go jako pełno wartościowego urządzenia.
- Pierwszy z nich i najważniejszy to problem nazwany przez jego użytkowników jako "Ghost Call". Powoduje on nie informowanie użytkownika telefonu o nadchodzącym połączeniu lub smsie. Częstotliwość jego występowania jest różna dla różnych jego użytkowników. Informacja o połączeniu nie występuje również na liście połączeń. Problem występuje tylko w urządzeniach z zainstalowanym systemem operacyjnym Google Android w wersji 2.3 (Gingerbread). Problem ten został zażegnany wraz z wprowadzenie aktualizacji systemu operacyjnego do wersji 21E.
- Kolejnym błędem jest problem samoistnych restartów urządzenia. Problem występuje tylko w urządzeniach z zainstalowanym systemem operacyjnym Google Android w wersji 2.2 (Froyo).

### Częstotliwość aktualizacji
Czas wydawania aktualizacji do nowszych wersji systemu Google Android to średnio jeden rok. Firma LG wykazuje też regularną tendencję do odraczania aktualizacji.